# Maria Rankka
Eva Maria Halling Rankka, född 9 augusti 1975 i Falun, är en svensk författare och debattör.
Maria Rankka är dotter till åklagaren Bengt Rankka. Hon växte upp i Tierp.  Hon utbildade sig i bland annat statskunskap vid Uppsala universitet med en kandidatexamen och på Stanford Graduate School of Business. Hon var 2006–2010 vd för tankesmedjan Timbro och var vd för Stockholms handelskammare. mellan 2010 och 2018. Rankka har tidigare suttit i styrelsen för Svenska Jägareförbundet, Stockholmsmässan, Trafikverket, Business Sweden och Pop House AB. Tidigare var hon förste vice ordförande i Moderata ungdomsförbundet, medarbetare till Carl Bildt och krönikör i tidningen Dagens PS.